# NASL Most Valuable Player Award
De NASL Most Valuable Player Award was een voetbalprijs die tussen 1968 en 1984 werd uitgereikt aan de meest waardevolle speler uit de North American Soccer League.

## Winnaars
| Seizoen | Speler            | Club                   |
| ------- | ----------------- | ---------------------- |
| 1968    | John Kowalik      | Chicago Mustangs       |
| 1969    | Cirilio Fernández | Kansas City Spurs      |
| 1970    | Carlos Metidieri  | Rochester Lancers      |
| 1971    | Carlos Metidieri  | Rochester Lancers      |
| 1972    | Randy Horton      | New York Cosmos        |
| 1973    | Warren Archibald  | Miami Toros            |
| 1974    | Peter Silvester   | Baltimore Comets       |
| 1975    | Steve David       | Miami Toros            |
| 1976    | Pelé              | New York Cosmos        |
| 1977    | Franz Beckenbauer | New York Cosmos        |
| 1978    | Mike Flanagan     | New England Tea Men    |
| 1979    | Johan Cruijff     | Los Angeles Aztecs     |
| 1980    | Roger Davies      | Seattle Sounders       |
| 1981    | Giorgio Chinaglia | New York Cosmos        |
| 1982    | Peter Ward        | Seattle Sounders       |
| 1983    | Roberto Cabañas   | New York Cosmos        |
| 1984    | Steve Zungul      | Golden Bay Earthquakes |